# Малина 'Атлант'
Атлант — ремонтантный сорт малины среднего срока созревания, универсального назначения. Включён в Государственный реестр селекционных достижений

## Биологическое описание
Куст высокий, мощный, пряморослый. Побегообразовательная способность средняя (5—7 побега замещения).
Двулетние побеги светло-коричневые, прямые. Шипы по всему стеблю, у основания сильнее, выше — слабее. Основание шипов твердое зелёное.
Однолетние побеги к концу вегетативного периода красноватые, с сильным восковым налётом и слабым опушением. Шипов среднее количество, сосредоточены у основания, коричневато-фиолетовые, на зелёном основании.
Листья средние, темно-зелёные, морщинистые, слабо скрученные, слабо опушенные. Зубчики по краям листочков среднеострые.
Боковые плодоносящие веточки голые, со средним восковым налётом.
Цветки средние.
По данным заявителя ягоды средней массой 4,7 г, максимально — до 8,8 г, трапециевидной формы, красные блестящие. В них содержится: сахара — 5,7 %, кислоты — 1,6 %, витамина С — 45,1 мг%. Мякоть средняя, кисло-сладкая с ароматом. Дегустационная оценка ягод в свежем виде — 4,2 баллов. Средняя урожайность — 172 ц/га.
При возделывании сорт устойчив к болезнями и вредителями на уровне стандартных сортов. Устойчивость к засухе высокая, жаровыносливость средняя.
Технология возделывания предусматривает скашивание всех побегов перед наступлением осенних заморозков.

## В культуре
См.: Ремонтантная малина.